# Мунчелу (Бакеу)
Мунчелу (рум. Muncelu) — село у повіті Бакеу в Румунії. Входить до складу комуни Глевенешть.
Село розташоване на відстані 225 км на північний схід від Бухареста, 46 км на південний схід від Бакеу, 100 км на південь від Ясс, 107 км на північний захід від Галаца.

## Населення
За даними перепису населення 2002 року у селі проживали 294 особи, усі — румуни. Рідною мовою 293 особи (99,7%) назвали румунську.